# Czarlino
Czarlino est une localité polonaise de la gmina rurale de Sulęczyno située dans le  powiat de Kartuzy en voïvodie de Poméranie. Elle se trouve à environ 31 km à l'ouest de Kartuzy et 59 km à l'ouest de la capitale régionale Gdańsk.

## Géographie

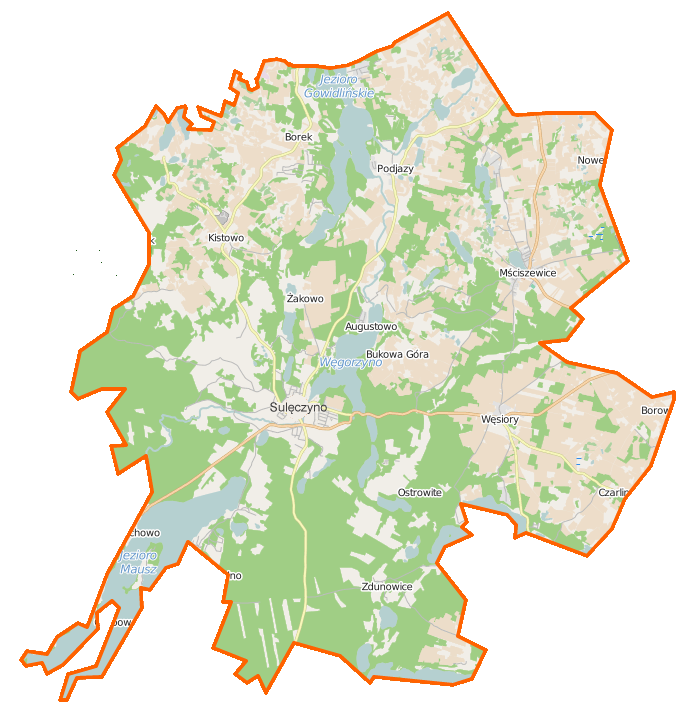
Carte de la gmina de Sulęczyno.